# Éric Elmosnino
Éric Elmosnino (Suresnes, 2 maggio 1964) è un attore francese.

## Biografia
Nasce nella periferia di Parigi da padre marocchino, che abbandona la famiglia quando Éric è ancora adolescente, e madre francese. Si diploma al Conservatoire national supérieur d'art dramatique e intraprende la carriera artistica al Théâtre Nanterre-Amandiers di Nanterre.
Debutta a livello cinematografico nel 1985, e il successo gli arride con l'interpretazione di Serge Gainsbourg nel film biografico Gainsbourg (vie héroïque) (2010), ruolo grazie al quale ottiene il Premio César per il migliore attore nel 2011. Tra gli altri film da lui interpretati, da ricordare La famiglia Bélier (2014), in cui interpreta l'insegnante di musica Fabien Thomasson.

## Filmografia parziale
- Il colonnello Chabert (Le colonel Chabert), regia di Yves Angelo (1994)
- La vie ne me fait pas peur, regia di Noémie Lvovsky (1999)
- Actrices, regia di Valeria Bruni Tedeschi (2007)
- Ore d'estate (L'Heure d'été), regia di Olivier Assayas (2008)
- Il padre dei miei figli (Le Père de mes enfants), regia di Mia Hansen-Løve (2009)
- Gainsbourg (vie héroïque), regia di Joann Sfar (2010)
- Le Chat du rabbin, regia di Joann Sfar (2011)
- Léa, regia di Bruno Rolland (2011)
- La famiglia Bélier (La Famille Bélier), regia di Éric Lartigau (2014)
- Chic!, regia di Jérôme Cornuau (2015)
- Vulnerabili (Espèces menacées), regia di Gilles Bourdos (2017)
- Je vais mieux, regia di Jean-Pierre Améris (2017)
- L'École buissonnière, regia di Nicolas Vanier (2017)
- Qualcosa di troppo (Si j'étais un homme), regia di Audrey Dana (2017)
- Vicky e il suo cucciolo (Mystère), regia di Denis Imbert (2022)

## Premi e riconoscimenti

### Premio César
- 2011: - Migliore attore per Gainsbourg (vie héroïque)
- 2015: - Nominato a migliore attore non protagonista per La famiglia Bélier (La Famille Bélier)

## Doppiatori italiani
- Stefano Benassi in Zorro
- Alberto Bognanni ne Il padre dei miei figli
- Alessio Cigliano ne La famiglia Beliér